# Supercalc
Supercalc (Eigenschreibweise SuperCalc) war eine ursprünglich von kalifornischen Firma Sorcim ab 1980 entwickelte Tabellenkalkulation für Mikrorechner mit dem Betriebssystemen CP/M. Sie war auch unter DOS sehr erfolgreich. Von Drittanbietern wurden Erweiterungen für die Finanzkalkulation angeboten. Von G&G Engineering gab es Supersheet zur grafischen Darstellung der Daten.
Seit der Übernahme 1984 durch CA Technologies wurde das Produkt zu Supercalc 4 und 5 weiterentwickelt. Die letzte Version erschien 1993 für Windows 3.1.
In der DDR wurde ein vergleichbares Programm als „KP“ (Kalkulationsprogramm) vom Kombinat Robotron unter dem Betriebssystem SCP, einem CP/M 2.2-Derivat, auf diversen 8-bit Mikrorechnern angeboten.

## Versionen
Sorcim
- 1981: Supercalc 1.0 – erste Version für CP/M 2.2
- 1982: Supercalc – erste Version für IBM PC[1]
- 1983: Supercalc 1.2
- 1984: Supercalc 1.12
- 1983: Supercalc 2
- 1983: Supercalc 3 – für DOS

Sorcim/IUS
- 1985: Supercalc 3A – Für Apple IIe, IIc

CA
- 1986: CA-Supercalc 4 1.0 – für DOS
- 1987: CA-Supercalc 4 1.1 – verbesserte Netzwerkfähigkeiten
- 1988: CA-Supercalc für VAX
- 1988: CA-Supercalc 5 für DOS
- 1991: CA-Supercalc 5.1
- 1992: CA-Supercalc 5.5 für DOS
- 1994: CA-Supercalc für Windows